# Mi Sangre
"Mi Sangre" (ang. My Blood) – trzeci album kolumbijskiego muzyka Juanesa, wydany 28 września 2004. Album został wyprodukowany przez Davida Heuera, Anibala Kerpela i Gustavo Santaolalla.
Album osiągnął wielki sukces w Stanach Zjednoczonych. 23 stycznia 2006 płyta miała na swym koncie aż osiem platynowych płyt przyznanych przez RIAA za sprzedaż 1.000.000 egzemplarzy.
W 2005 roku Juan wyruszył w ogólnoświatową trasę Mi Sangre Tour z której nagrania piosenek zostały wydane na koncertowym albumie Mi Sangre Tour Edition na płycie CD i DVD.
Na początku stycznia 2005 na rynek muzyczny został wydany singiel "La Camisa Negra" który do dziś cieszy się ogromną popularnością wśród fanów. Piosenkę tę Juan zaprezentował w thrillerze Miasto śmierci z 2006 roku.
Album "Mi Sangre" jest trzecim i jednym z najbardziej popularnych albumów artysty, głównie poprzez wydanie rekordowej liczby singli.

## Utwory zawarte na płycie
Normalne wydanie
1. "Ámame" (Love Me) – 4:19
2. "Para Tu Amor" (For Your Love) – 4:08
3. "Sueños" (Dreams) – 3:10
4. "La Camisa Negra" (The Black Shirt) – 3:36
5. "Nada Valgo Sin Tu Amor" (I'm Worth Nothing Without Your Love) – 3:16
6. "No Siento Penas" (I Feel No Regrets) – 3:53
7. "Dámelo" (Give It To Me) – 4:07
8. "Lo Que Me Gusta a Mí" (What I Like) – 3:30
9. "Rosario Tijeras" (Rosario Tijeras) – 3:27
10. "¿Qué Pasa?" (What's Happening?) – 3:47
11. "Volverte a Ver" (See You Again) – 3:37
12. "Tu Guardián" (Your Guardian) – 4:25

Mi Sangre Tour Edition
Dysk 1 (CD)
1. "A Dios le Pido" [live] - 4:08
2. "La Camisa Negra" [live] - 3:50
3. "Fotografía" [live] - 4:22
4. "Nada Valgo Sin Tu Amor" [live] - 3:58
5. "La Paga" (featuring Taboo) - 3:29
6. "La Camisa Negra" [Sonidero national remix] - 4:35
7. "Lo Que Importa" [ukryta ścieżka] - 3:37

Dysk 2 (DVD)
1. "Nada Valgo Sin Tu Amor" [teledysk] - 4:19
2. "Volverte a Ver" [teledysk] - 4:09
3. "La Camisa Negra" [teledysk] - 3:10
4. Interview - 3:36

Wydanie meksykańskie
1. "La Paga" (featuring Taboo) - 3:31
2. "Nada" - 3:53
3. "Lo Que Importa" - 3:37
4. "Fíjate Bien" - 4:53
5. "A Dios le Pido" [wersja akustyczna] - 3:27
6. "La Camisa Negra" [Toy Hernández remix] - 4:34
7. "Podemos Hacernos Daño" - 3:44

European Tour oraz edycja brazylijska
Dysk 1 (CD)
1. "A Dios le Pido" - 3:26
2. "Es Por Ti" - 4:12
3. "Fotografía" (featuring Nelly Furtado) - 4:00
4. "La Paga" (featuring Taboo) - 3:34
5. "La Camisa Negra" [Full Phatt remix] - 3:53

Edycja limitowana (Niemcy) 2006
1. "La Paga (Live)" - 4:17
2. "Mala Gente (Live)" - 3:53
3. "Fotografía (Live)" - 4:22
4. "La Noche (Live)" - 3:53
5. "La Camisa Negra (Live)" - 3:50
6. "A Dios le Pido (Live)" - 4:53

## Awards
- Latin Grammy Awards 2005
  - Najlepsza Piosenka Rock ("Nada Valgo Sin Tu Amor") - wygrana
  - Najlepszy teledysk ("Volverte a Ver") - wygrany
  - Najlepszy Rockowy Album Solo (Mi Sangre) - wygrany